# 鬼丸 ONIMARU
『鬼丸 ONIMARU』（おにまる）は、1990年4月25日にマジックバス／C.MOONが製作、バンダイビジュアルが発売された日本のOVA。出﨑哲が監督・シナリオ・原作を担当している。

## キャスト
- 鬼丸 - 松本保典
- 霧 - 松井菜桜子
- 磨 - 二又一成
- 猿 - 西村智博
- 姫 - 水谷優子
- 坊 - 中村大樹
- 豪介 - 大塚明夫

## スタッフ
- 監督・シナリオ・原作：出﨑哲
- キャラクターデザイン・作画監督：小林ゆかり
- 演出：棚橋一徳

## 映像ソフト
- 『鬼丸 ONIMARU』 1990年4月25日発売 VHS:NRS-2020